# Estación de Angleur
La estación de Angleur es una estación de tren belga situada en Lieja, en la provincia de Lieja, región Valona.
Pertenece a la línea  de S-Trein Lieja.

## Situación ferroviaria
La estación se encuentra en la línea 37 (Lieja-Hergenrath).

## Intermodalidad
| Línea | Procedencia                | Parada       | Destino         |
| ----- | -------------------------- | ------------ | --------------- |
| 26    | LIÈGE République Française | ANGLEUR Gare | LIÈGE Belle-Île |